# La mort de Sardanàpal
La mort de Sardanàpal (en francès, Mort de Sardanapale) és una pintura del romàntic francès Eugène Delacroix que va fer en la primera època de la seva carrera i que es troba al museu del Louvre, a París. El quadre representa el dramàtic episodi del suïcidi del rei llegendari Sardanàpal, incendiant el seu palau, amb totes les seves dones i els seus cavalls, i la ciutat, quan aquesta és assetjada sense cap esperança de llibertat i per a evitar que l'enemic s'apropiés dels seus béns.
El poeta romàntic anglès Lord Byron havia publicat sis anys abans, i va ser traduït al francès l'any següent, és a dir el 1822, el drama Sardanapalus. Sembla que Delacroix s'hauria inspirat d'aquesta novel·la pel seu quadre. A El presoner de Chillon Delacroix també s'inspira d'un poema del mateix autor.
El compositor romàntic francès Hector Berlioz va escriure una cantata sobre el mateix tema, que li va aportar el seu primer gran èxit oficial.